# 康化軍節度使
康化军节度使，五代十国南唐的节度使，治所在池州（今安徽省池州市）。
昇元二年（938年）六月，在池州设立康化军節度使，下辖池州一州。保大十二年（954年），康化军節度使被废，池州归属宁国军节度使。

## 历任节度使
- 杨珙（937年—938年）
- 杨琏（939年）
- 王彦俦（939年—943年）
- 常梦锡（952年）